# 虐杀电影
虐杀电影（英語：Snuff film）也叫鼻菸膠捲，是恐怖电影的一种类型，其题材或故事情节围绕记录真实杀人场景，通过展现血腥残酷的电影画面，来满足追求刺激的观影者。由于世界各地规范的电影审查制度，至今所有正規的，已上映的虐杀电影均被证实为非真实杀人画面。

## 定义
鼻烟电影是据称一个人是否被真实谋杀的电影类型，尽管定义可能包括人们死于自杀的电影。鼻烟电影可以是色情的，也可以是为了经济利益而制作的，但据说是“为了娱乐目的在少数人中流传”。《柯林斯英语词典》将“鼻烟电影”定义为“在电影高潮时，毫无戒心的女演员或演员被谋杀的色情电影”;《剑桥词典》将其更广泛地定义为“一部展示真实谋杀的暴力电影”。
恐怖电影杂志《Fangoria》将鼻烟电影定义为“一个人在镜头前被杀的电影。死亡是有预谋的，目的是为了赚钱而被拍摄。很多时候，谋杀带有目的，无论是在电影中（比如，一个可怕的结局的色情场景），或是为了性满足。以真实但意外的死亡为特色的电影“不被认为是鼻烟，因为死亡不是计划好的。影片中的其他死亡，例如恐怖分子斩首视频，是为了展现意识形态，而不是为了赚钱。

## 发展
鼻烟直译自英文snuff，做动词时有熄灭蜡烛之意，引申为消灭或扼杀某人。
法国超现实主义作家纪尧姆·阿波利奈尔在1907年发表的短篇小说"A Good Film"即描写了一家法国电影公司强迫一位不知情的演员谋杀两名年轻恋人并将过程拍成电影的故事。1976年上映的美国电影《电视台风云》中讲述电视台高管精心策划对新闻主播进行电视直播谋杀以获得收视率的情节亦有明显的虐杀电影元素。70年代后期欧洲电影界流行的食人族类电影主题中用大量血腥残酷杀人场景包装成伪纪录片的形式催生了一批热衷观看虐杀类型的观众。为顺应市场潮流，主流电影公司相继推出一大批以虐杀为卖点的电影，导致一度出现存在真实谋杀影片的都市传说。2008年的纪录片《Snuff: A Documentary About Killing on Camera》探讨了虐杀电影中镜头前杀人的事实真相并分析了虐杀电影与战争片及邪典电影的关系。

## 伪虐杀电影

### 豚鼠系列
日本的豚鼠系列电影以大量的血腥画面在90年代上映时轰动全球，其利用服化道和特效制作的逼真镜头甚至使制作人需要接受联邦调查局和日本警方对其关于公众疑虑电影的制作过程是否令真人受伤或被杀的问询。

### 食人族五部曲
意大利食人族系列电影，尤其是《人食人實錄》中充斥着虐杀、轮奸及肢解镜头，以假乱真的画面让导演Ruggero Deodato一度被控谋杀罪。

### 八月地下系列
美国的八月地下三部曲以粗糙的镜头试图还原虐杀的真实感。